# Segredo (canção de Sophia Chablau e Uma Enorme Perda de Tempo)
"Segredo" é uma canção da banda Sophia Chablau e Uma Enorme Perda de Tempo, lançada em 24 de agosto de 2023 pelo Selo RISCO, como o único single de seu segundo álbum de estúdio, Música do Esquecimento. Composta por Sophia Chablau e com produção de Vitor Araújo, sua temática aborda questões de gênero e sexualidade, inserindo-se dentro de uma perspectiva LGBTQIAPN+. Musicalmente, a faixa transita entre os gêneros indie rock e pop rock.
O impacto da faixa foi amplamente reconhecido, culminando em sua indicação ao Prêmio Multishow de Música Brasileira, na categoria Rock do Ano, em 2023.

## Composição e letra
"Segredo" é uma composição que exibe uma integração deliberada de elementos pessoais e de crítica social, voltada à experiência e à identidade LGBTQIAPN+. Escrita por Sophia Chablau, a canção trabalha temas relativos à vivência de gênero e sexualidade, abordando, por meio de seus versos, a imposição do anonimato e a necessidade de ocultar aspectos da identidade pessoal em razão do preconceito social. Versos como “Olha no meio da minha cara / Não vê que não há nada a esconder / Mas se você quiser / Eu viro um segredo seu / Não faço barulho nem chamo atenção de ninguém” exemplificam essa tensão entre a exposição da verdade e a imposição externa de silêncio.
Do ponto de vista composicional, "Segredo" caracteriza-se por uma estrutura musical que contrapõe a melancolia da letra a arranjos enérgicos e cadenciados. Os riffs animados alternados com uma bateria acelerada criam um contraponto que reforça a dualidade temática da canção: de um lado, a narrativa de uma situação carregada de tristeza e vulnerabilidade; de outro, uma subversão dessa tristeza, convertida em um instrumento de empoderamento e afirmação de identidade.

## Lançamento e promoção
| Críticas profissionais | Críticas profissionais |
| Avaliações da crítica  | Avaliações da crítica  |
| Fonte                  | Avaliação              |
| ---------------------- | ---------------------- |
| Busterz Magazine       | [ 7 ]                  |

É a terceira faixa do álbum Música do Esquecimento e foi lançada em 24 de agosto de 2023 poucos dias antes do álbum.
Em 14 de agosto de 2023, a banda confirmou antecipadamente o videoclipe para a faixa em sua conta do Instagram. Em 23 de agosto de 2023, a banda estrou o videoclipe no YouTube, dirigido por Dora Vinci e com a produção feita pela Tuqui Filmes.

### Promoção
A música foi tocada na turnê do primeiro disco, que passou por 20 cidades, depois do fim do isolamento social em 2022.

## Créditos
Todo o processo de elaboração de "Segredo" atribui os seguintes créditos:
Locais
- Gravação e mixagem: Estúdio Canoa (São Paulo)
- Masterização: Martin Scian

Gestão e produção
- Produção Musical: Vitor Araújo
- Pós-produção Musical: Ana Frango Elétrico e Vitor Araújo
- Produção Executiva: Francesca Ribeiro
- Consultoria Criativa: Ana Frango Elétrico
- Gravação: Gui Jesus Toledo
- Fotografia: Helena Ramos
- Assessoria de Imprensa: Francine Ramos

Clipe
- Direção: Dora Vinci
- Assistente de Direção: Fernanda Tsukada
- Direção de Produção: Duli Villavecchia
- Assistente de Produção: Clara Kamei
- Produção Executiva: Catharina Bergo
- Direção de Fotografia: Lê Jorge Ramos e Leandro Paiva
- Assistentes de fotografia: Laís Motta e Mariana Franco
- Direção de Arte: Catharina Bergo
- Figurino: Catharina Bergo e Estela May Young Machado
- Montagem: Isabela Besen
- Colorização: Lê Jorge Ramos e Leandro Paiva
- Captação de som: João Barisbe
- Catering: Marina Villavecchia

Instrumentação
- Vocais: Sophia Chablau
- Vocais de apoio: Bebé Salvego, Nã Maranhão, Manuela Julian e Marina Reis
- Guitarras: Vicente Tassara e Sophia Chablau
- Baixo: Téo Serson
- Bateria: Theo Ceccato
- Sintetizadores: Vitor Araújo

## Histórico de lançamento
| País   | Data                 | Formato(s)                 | Gravadora  | Ref.   |
| ------ | -------------------- | -------------------------- | ---------- | ------ |
| Vários | 24 de agosto de 2023 | Download digital streaming | Selo RISCO | [ 11 ] |

## Prêmios e indicações
| Prêmio                                | Ano  | Categoria               | Resultado | Ref.  |
| ------------------------------------- | ---- | ----------------------- | --------- | ----- |
| Prêmio Multishow de Música Brasileira | 2023 | Rock do Ano ("Segredo") | Indicado  | [ 5 ] |